# Stegnogramma mollissima
Stegnogramma mollissima är en kärrbräkenväxtart som först beskrevs av Friedrich Ernst Ludwig Fischer och Kze., och fick sitt nu gällande namn av Fraser-jenkins. Stegnogramma mollissima ingår i släktet Stegnogramma och familjen Thelypteridaceae. Inga underarter finns listade.